# Oedopeza leucostigma
Oedopeza leucostigma là một loài bọ cánh cứng trong họ Cerambycidae.